# Chen Qiang
Chen Qiang (陳强S, Chén QiángP; Contea di Ningjin, 11 novembre 1918 – Pechino, 26 giugno 2012) è stato un attore cinese.
In occasione del centenario della nascita dell'industria cinematografica in Cina nel 2005, la China Film Performance Art Academy l'ha inserito nella lista dei "100 migliori attori in 100 anni di cinema cinese".